# 置行堀

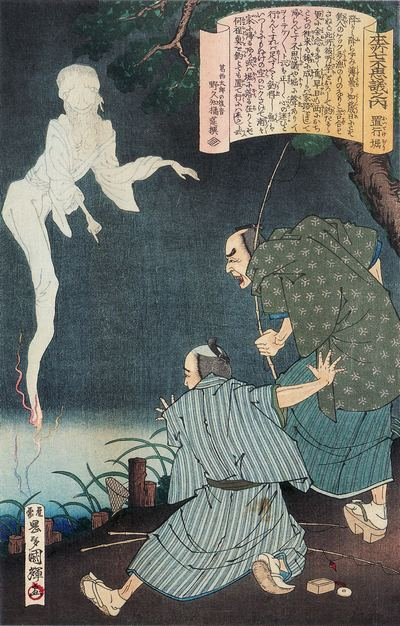
《本所七不思議之內置行堀》三代目歌川國輝/畫

置行堀（おいてけぼり、おいてきぼり）是以日本江戶時代的本所（東京都墨田區）為舞台的怪談本所七大不可思議之一。經常出現在落語中。是「置いてけぼり」（留下再離開）的來源。

## 概要
江戶時代的本所附近的水路中有很多魚，引來大批居民釣魚。某日，兩個互為好友的農人在東京錦糸堀裡（堀有護城河的意思）垂釣，運氣極其不錯，釣了滿籠的魚。當夕陽西下他們正要回家時，突然從堀中傳出「置いていけ」（留下再離開）的恐怖聲音。二人非常恐懼的跑回家中，回到家裡往魚籠一看，釣的魚全部消失了。
其他版本還包括
- 「將魚籠捨棄在現場逃回家，後來再來看，魚籠裡面一條魚也沒有了。」
- 「自己將魚籠棄於現場逃跑，友人抱著魚籠逃跑，結果水里伸出手來將友人拖入水中淹死了。」
- 「除了釣魚人外，所有經過河邊的正好提著魚的人都被奪走了魚。」[1]
- 「無視聲音的人都會被鬼壓身。」[2]

東京的堀切站附近有稱為堀的池塘，有人釣魚時有三條魚逃掉，在其歸途中，逃掉的魚使用神怪，讓垂釣者迷路。垂釣者只好返回池塘，將釣的魚全部放生才得以回家。此為千住七大不可思議之一。 。
在埼玉縣的川越地方的「置いてけ堀」的釣魚者中也流傳如果釣了很多魚，則會在歸途中聽到「置いてけ、置いてけ」的聲音，必須將魚返還的傳說。 。

## 真身
對本所的置行堀的妖怪的真身存在河童説和狸貓説。河童説認為在東京都附近的隅田川、源森橋、錦絲堀、仙台堀流傳的河童傳說是置行堀的根源。 更根據實際的傳說，在墨田區江東橋的錦絲堀公園樹立了河童像。 狸貓説則認為墨田區向島的隅田川七福神廟中的多聞寺有狸塚存在，置行堀即為狸貓作怪。置行堀以外的本所七大不可思議中的狸囃子，燈無蕎麦，足洗邸都被認為是狸貓作怪。置行堀的狸貓怪也被認為和足洗邸中變幻成巨足作怪的狸貓是同一隻。 （參見足洗邸#類話）。
以「魚博士」聞名的水産學者末広恭雄對置行堀進行了科學的解釋，認為是淡水魚義蜂體表鯪片摩擦產生的聲音，當時的居民聽到這樣的聲音大為不解故而十分吃驚，而產生了置行堀的怪異，而將魚拿走的可能是路過的野貓等動物。 。此外還有水獺、貉、鱉作怪的說法。 也有釣魚人實際是被打劫的說法。

## 腳註
1. 1 2 3 4 5  岡崎柾男. . 下町タイムス社. 1983: 10–19 頁. ISBN 978-4-7874-9015-5.
2. ↑  山口敏太郎. . けやき出版. 2002: 40頁. ISBN 978-4-87751-168-5.
3. 1 2 3  村上健司編著. . 毎日新聞社. 2000: 66頁. ISBN 978-4- 620-31428-0.
4. ↑  千葉幹夫. . 小學館ライブラリー. 小學館. 1995: 59頁. ISBN 978-4-09-460074-2.
5. 1 2  日本博學倶楽部. . PHP文庫. PHP研究所. 2008: 22–23頁. ISBN 978-4-569-66995-3.
6. ↑  . 江東・墨田らいふ. 株式會社プレソナ. 2008-06-27  [2008-06-27]. （org/web/20071226003910/http: //www.e-navilife.com/cgi-fusigi/nicky.cgi?DATE=200703?MODE=MONTH 原始内容 请检查|url=值 (帮助)存档于2013-07-22）. 外部链接存在于|work= (帮助)